# Reginald D. Hunter
Reginald D. Hunter (ur. 1969 w Albany (Georgia)) – amerykański komik, pracujący w Anglii. Ukończył Royal Academy of Dramatic Art.